# Capricer med OD, del 2
Capricer med OD, del 2 är ett samlingsalbum från 2001  med samlade sånger från Orphei Drängars caprice-föreställningar mellan 1970 och 1975. OD:s dirigent är Eric Ericson och andra medverkande är Tommy Körberg, Yngve Gamlin, Elisabeth Söderström, Martin Ljung, Håkan Hagegård, Bengt Hallberg, Birgit Nordin med flera. Caprice-föreställningarna framförs som tradition i Uppsala universitets aula.

## Innehåll
1. "There's No Business" (Irving Berlin) – 2:25
2. "White Christmas" (Irving Berlin) – 2:23
  - Eric Ericson — sång
  - OD
3. "Bröderna Sund of Music" (Variationer över tema av Vittorio Montis "Csárdás") – 4:44
  - Håkan Sund — piano
  - Robert Sund — piano
4. "Fäbodspsalm" (Text: Åke Arenhill – musik: Trad.) – 3:34
  - Tommy Körberg — sång
  - OD
5. "Smaka syltan, pastorn" – 5:57
  - Olle Andersson — monolog
6. "Midzjtnatzskin rådznjeff" (Originaltext: Alfred Smedberg) – 4:01
  - OD (solo: Ragnvald Johannes)
7. "Rysk folkvisa" – 2:31
  - Elisabeth Söderström — sång
  - OD
8. "Yngve Gamlins språkkurs" (Idé: Yngve Gamlin) – 9:28
  - a) "Sydösterbottnisk ringdans" (Musik: Toivo Kuula)
  - b) "Sol les ciels de Paris" (Musik: Hubert Giraud)
  - c) "Konvaljens avsked" (Musik: Otto Lindvall, David Lindvall)
  - d) "Tulpaner från Amsterdam" (Musik: Ralf Arnie)
  - e) "Sakura" (Japansk folkvisa)
  - Yngve Gamlin — tal, sång
  - OD
9. "Naturljud i Hagaparken" – 1:08
10. "Vila vid denna källa" (Carl Michael Bellman) – 2:20
  - Blåskvintett (ur Kgl. Filharmonikerna):
    - Eje Kaufeldt — flöjt
    - Per-Olof Gillblad — oboe
    - Thore Jansson — klarinett
    - Knut Sönstevold — fagott
    - Rolf Bengtson — horn

  - OD
11. "Fjäriln vingad syns på Haga" (Carl Michael Bellman) – 3:04
  - Birgit Nordin — sång
  - OD
12. "Gubben är gammal" (Carl Michael Bellman) – 1:37
  - Martin Ljung — sång
  - OD
13. "Hagakören" (Text: Juvenalorden – musik: Franz Liszt) – 3:29
  - Martin Ljung — sång
  - OD
14. "Mood Indigo" (Text: Irving Mills – musik: Duke Ellington, Barney Bigard) – 4:00
  - Håkan Sund — piano
  - OD
15. "Fly Me to the Moon" (Bart Howard) – 3:00
  - Håkan Sund — piano
  - OD
16. "The Drunken Sailor" (Malcolm Arnold) – 3:19
  - Kgl. Akademiska kapellets blåskvintett:
    - Sven-Åke Landström — horn
17. "Hör I Orphei Drängar" / "Nu är det jul igen" (Carl Michael Bellman / Trad.) – 0:41
18. "Det är en ros utsprungen" (Svensk text: Thekla Knös – musik: Trad.) – 3:49
  - Uppsala Domkyrkans Gosskör
  - OD
19. "O helga natt" (Musik: Adolphe Adam – svensk text: Augustinius Koch) – 2:24
  - Håkan Hagegård — sång
  - OD
20. "Chopin à la suédoise" (Musik: Frédéric Chopin, svensk trad.) – 4:06
  - Bengt Hallberg — piano
  - OD

Total tid: 68:55

## Arrangemang
- Robert Sund – (1, 3, 10, 11, 15, 18)
- Håkan Sund – (2, 3, 7, 13)
- Carl-Axel Dominique – (4)
- Kurt-Åke Frisk – (6, 17)
- Orphei Drängar – (9)
- Johan Alfred Ahlström – (12)
- Norman Luboff – (14)
- Bengt Hallberg – (20)

## Capricer
- 1970 års Caprice – (1, 2, 3)
- 1971 års Caprice – (4, 5)
- 1972 års Caprice – (6, 7, 8)
- 1973 års Caprice – (9, 10, 11, 12, 13)
- 1974 års Caprice – (14, 15, 16)
- 1975 års Caprice – (17, 18, 19, 20)

## Medverkande
- Orphei Drängar
- Eric Ericson — dirigent, sång (2)
- Håkan Sund — piano (3, 7, 8, 13, 14, 15)
- Robert Sund — piano (3)
- Tommy Körberg — sång (4)
- Monica Dominique — klaviatur (4)
- Carl-Axel Dominique — klaviatur (4)
- Jojje Wadenius — bas (4)
- Tommy Borgudd — trummor (4)
- Olle Andersson — monolog (5)
- Elisabeth Söderström — sång (7)
- Yngve Gamlin — tal & sång (8)
- Birgit Nordin — sång (11, 13)
- Kungliga Filharmonikerna:
  - Eje Kaufeldt — flöjt (10, 11, 13)
  - Per-Olof Gillblad — oboe (10, 11, 13)
  - Thore Jansson — klarinett (10, 11, 13)
  - Knut Sönstevold — fagott (10, 11, 13)
  - Rolf Bengtson — horn (10, 11, 13)
- Martin Ljung — sång (12, 13)
- Richard Ringmar — sång (13)
- Curt Andersson — bas (14, 15)
- Björn Sjödin — trummor (14, 15)
- Kungliga Akademiska Kapellets Blåskvintett:
  - Karin Parkman — flöjt (16)
  - Nils-Erik Frisk — klarinett (16)
  - Jan Larsson — oboe (16)
  - Arne Nilsson — fagott (16)
  - Sven-Åke Landström — horn (16)
- Uppsala Domkyrkas Gosskör — sång (18)
- Håkan Hagegård — sång (19)
- Bengt Hallberg — piano (19, 20)
- Staffan Sjöholm — bas (20)